# Juanulloa wardiana
Juanulloa wardiana är en potatisväxtart som först beskrevs av D'arcy, och fick sitt nu gällande namn av Sandra Diane Knapp. Juanulloa wardiana ingår i släktet Juanulloa och familjen potatisväxter. Inga underarter finns listade i Catalogue of Life.